# Ahmed Hamada
Ahmed Hamada Jassim  (né le 18 septembre 1961) est un athlète bahreïni, spécialiste du 400 mètres haies.

## Biographie
Il remporte la médaille d'or du 400 m haies lors des championnats d'Asie 1983 et 1985, et s'impose lors des Jeux asiatiques de 1986.
Il détient le record de Bahreïn du 400 m haies en 49 s 31 (le 30 septembre 1986 à Séoul), et du 110 m haies en 14 s 24 (le 5 novembre 1983 à Koweït).

### Palmarès
| Date | Compétition            | Lieu      | Résultat | Épreuve     | Performance |
| ---- | ---------------------- | --------- | -------- | ----------- | ----------- |
| 1981 | Championnats panarabes | Tunis     | 1er      | 400 m haies | 51 s 83     |
| 1982 | Jeux asiatiques        | New Delhi | 3e       | 400 m haies | 50 s 99     |
| 1983 | Championnats panarabes | Amman     | 1er      | 400 m haies | 51 s 68     |
| 1983 | Championnats d'Asie    | Koweït    | 3e       | 110 m haies | 14 s 24     |
| 1983 | Championnats d'Asie    | Koweït    | 1er      | 400 m haies | 49 s 43     |
| 1985 | Championnats d'Asie    | Djakarta  | 1er      | 400 m haies | 49 s 88     |
| 1986 | Jeux asiatiques        | Séoul     | 1er      | 400 m haies | 59 s 31     |

### Records
| Épreuve     | Performance | Lieu  | Date              |
| ----------- | ----------- | ----- | ----------------- |
| 400 m haies | 49 s 31     | Séoul | 30 septembre 1986 |